# HMS Vigilant (1774)
HMS Vigilant — 64-пушечный линейный корабль 3 ранга Королевского флота. Заказан 14 января 1771 года. Спущен на воду 6 октября 1774 года на частной верфи Bucklers Hard в Хемпшире. Второй корабль, названный Vigilant.

## История службы
Участвовал в Американской революционной войне.
1778 год — был у острова Уэссан.
1779 год — капитан сэр Дигби Дент (англ. Digby Dent). Был при Гренаде.
1780 год — был при Мартинике.
1782 год — капитан Холлоуэй (англ. J. Holloway), Спитхед. Октябрь — был с флотом лорда Хау при снятии осады с Гибралтара и у мыса Спартель.
1799 год — плавучая тюрьма.
Разобран в 1816 году.